# 3308 Ferreri
3308 Ferreri è un asteroide della fascia principale. Scoperto nel 1981, presenta un'orbita caratterizzata da un semiasse maggiore pari a 3,1440454 UA e da un'eccentricità di 0,1868141, inclinata di 23,62497° rispetto all'eclittica.
L'asteroide è dedicato all'astronomo italiano Walter Ferreri.